# Dasyhelea pseudocincta
Dasyhelea pseudocincta är en tvåvingeart som beskrevs av Waugh och Wirth 1976. Dasyhelea pseudocincta ingår i släktet Dasyhelea och familjen svidknott. Inga underarter finns listade i Catalogue of Life.